# Dasymallomyia clausa
Dasymallomyia clausa là một loài ruồi trong họ Limoniidae. Chúng phân bố ở miền Cổ bắc.